# Josef Ahr
Josef Ahr (* 14. Februar 1867 in Kempten; † 29. März 1931 in München) war ein deutscher Agrikulturchemiker.

## Leben
Josef Ahr studierte in Weihenstephan. 1884 wurde er Mitglied des Corps Agronomia Freising. Nach dem Studium war er von 1894 bis 1900 Landwirtschaftslehrer an der Kreisackerbauschule in Triesdorf und von 1900 bis 1910 Rektor der Landwirtschaftsschule in Pfarrkirchen. 1910 wurde er zum Professor für Agrikulturchemie an die Akademie für Landwirtschaft und Brauerei in Weihenstephan berufen. Von 1912 bis 1914 war er Abteilungsvorstand der landwirtschaftlichen Abteilung. Zum September 1919 wechselte er als Ministerialrat in das Staatsministerium für Landwirtschaft in München. 1922 wurde er dort Abteilungsleiter. 1926 erhielt er Titel und Rang eines Ministerialdirektors und 1928 die endgültige Ernennung zum Ministerialdirektor. Seit Juli 1928 Ministerialdirektor im Staatsministerium für Landwirtschaft und Arbeit, verstarb er 1931 im Amt.
In seinen wissenschaftlichen Arbeiten beschäftigte sich Ahr insbesondere mit Fragestellungen aus dem Bereich der Düngung.

## Auszeichnungen
- Dr. der technischen Wissenschaften E. h. der Technischen Hochschule München, 1911

## Schriften
- Zusammensetzung und Futterwert von Heu und Grummet, 1912
- Untersuchung über Düngungseinflüsse auf Ertrag und Gute bei verschiedenen Neuzüchtungen von Gerstensorten ausgeführt am Versuchsfeld und im agrikulturchemischen Institut der Akademie für Landwirtschaft und Brauerei in Weihenstephan, 1919
- Grundlagen der Wiesen-Düngung nach Ergebnissen von Dauerversuchen in Weihenstephan, 1919
- Extensiv oder Intensiv?, 1926